# Pharaphodius costatus
Pharaphodius costatus är en skalbaggsart som beskrevs av S. Endrödi 1964. Pharaphodius costatus ingår i släktet Pharaphodius och familjen Aphodiidae. Inga underarter finns listade i Catalogue of Life.